# Atymna atromarginata
Atymna atromarginata är en insektsart som beskrevs av Goding. Atymna atromarginata ingår i släktet Atymna och familjen hornstritar. Inga underarter finns listade i Catalogue of Life.